# Betty Bird
Betty Bird, gebürtige Hilde Elisabeth Ptack (* 18. Juni 1907 in Wien, Österreich-Ungarn; † 4. März 1998 in Rom, Italien) war eine österreichische Filmschauspielerin.

## Leben
Hilde Elisabeth Ptack, Tochter von Ludwig Ptack, kam schon frühzeitig in Kontakt mit Filmleuten, da ihr Vater Privatsekretär des Eigentümers der Sascha-Filmfabrik war. Am  23. Dezember 1923 heiratete sie den Kameramann und späteren Filmregisseur Gustav Ucicky.
Als „Wiener Filmschönheitskönigin“ erhielt sie 1927 ihre erste Filmrolle. Mit ihrem Ehemann übersiedelte Betty Bird, wie sie sich nun nannte, nach München und dann nach Berlin. In der Rolle eines liebenswürdigen Mädchens war sie Ende der 1920er, Anfang der 1930er Jahre meist in Filmkomödien zu sehen, ohne besondere Aufmerksamkeit zu erlangen.
Die Ehe mit Ucicky wurde im August 1936 geschieden. Am 23. Dezember 1937 heiratete sie in Rom den tschechischen Zahnarzt Hruska. Sie starb am 4. März 1998 in Rom.

## Filmografie (Auswahl)
- 1927: Madame wagt einen Seitensprung
- 1928: Der Herzensphotograph
- 1928: Der Ladenprinz
- 1928: Herzen ohne Ziel
- 1928: Hinter Klostermauern
- 1929: Waterloo
- 1929: Die Mitternachts-Taxe
- 1929: Der Held aller Mädchenträume
- 1929: Der Hund von Baskerville
- 1929: Venus im Weltbad
- 1929: Das grüne Monokel
- 1929: Sturm auf drei Herzen
- 1930: Die heiligen drei Brunnen
- 1930: Ein Burschenlied aus Heidelberg
- 1930: Liebling der Götter
- 1931: Wiener Liebschaften
- 1931: Grock
- 1931: Walzerparadies
- 1931: Opernredoute
- 1931: Die Mutter der Kompagnie
- 1931: Die spanische Fliege
- 1931: Die große Liebe
- 1932: Der Feldherrnhügel
- 1932: Ich will nicht wissen, wer Du bist
- 1932: Flucht nach Nizza
- 1932: Geheimnis des blauen Zimmers
- 1933: Salon Dora Green
- 1934: Was bin ich ohne Dich
- 1934: Der Herr Senator. Die fliegende Ahnfrau
- 1935: Held einer Nacht